# Carlowrightia sulcata
Carlowrightia sulcata là một loài thực vật có hoa trong họ Ô rô. Loài này được (Nees) C.Ezcurra mô tả khoa học đầu tiên năm 1993.